# Menace de viol
Une menace de viol est un message adressé oralement ou par écrit à une personne pour la menacer de viol ou d'agression sexuelle. Les menaces de viol sont souvent formulées de façon anonyme ou sur Internet via des réseaux sociaux, en particulier contre des personnalités qui y sont influentes, et contre des personnalités médiatisées : écrivains, acteurs, comédiens, personnalités politiques.
Les études sur ces menaces produisent des résultats très différents selon qu'elles portent sur les réseaux sociaux, les emails, les textos et d'autres formes de communication, ou directement en personne.
Les organismes chargés de l'application des lois et les tribunaux ont reçu des critiques, par les victimes et par leurs soutiens, en raison de leur traitement inapproprié devant ces abus ; en outre, les lois en vigueur n'englobent pas toujours les réseaux sociaux. Deux affaires criminelles de menaces de viol sont parvenues jusqu'aux plus hautes juridictions au Canada et aux États-Unis.

## Définition
Pour le National College Women Sexual Victimization Study, une menace de viol est « la menace d'une pénétration non consentie par la force et la menace du recours à la force » ; pour le National Violence Against College Women Study, il s'agit de la « menace d'un rapport sexuel sous contrainte, aussi bien par coercition psychologique que par la force physique ». Le National Crime Victimization Survey (en) voit dans les menaces de viol une forme de tentative de viol:13.

## Prévalence
D'après un rapport d'Amnesty International en 2017, 27 % des femmes au Royaume-Uni ont reçu des « menaces directes ou indirectes de violence physique ou sexuelle » et 47 % se disent victimes de « comportements sexistes ou misogynes ».

### Cyberharcèlement
Les menaces de viol sont souvent formulées en ligne via les réseaux sociaux dans le cadre d'un cyberharcèlement, surtout contre des femmes,. D'après l'éditorialiste anglaise Laurie Penny, « toute femme écrivaine qu'elle a rencontré a reçu des menaces de violence et de viol »:174. L'autrice australienne Emma Jane (en), dans son éditorial hebdomadaire, dépeint sa carrière comme un « festival de menaces de viol depuis 14 ans ». D'après Karla Mantilla, contributrice à la revue universitaire Feminist Studies (en), « les menaces de viol et de mort sont si répandues qu'elles constituent presque la norme, et non l'exception, quand des femmes sont victimes de trollage et de harcèlement en ligne »:51,.
D'après une enquête sur 134 000 commentaires agressifs via les réseaux sociaux, 88 % ont eu lieu sur Twitter, 8 % sur Facebook et le restant sur divers forums et blogs,. Dans une analyse différente, le think tank Demos a identifié 100 000 utilisations du mot « viol » sur Twitter entre décembre 2013 et février 2014 ; il estime que 12 % de ces utilisations étaient menaçantes. Une autre étude a conclu que 9 % des femmes en Australie et 9,6 % de celles au Royaume-Uni ont signalé des « commentaires, mails ou textos les menaçant d'agression sexuelle ». Au Royaume-Uni, ces abus étaient plus fréquents chez les femmes de 20 à 24 ans (19,6 %), puis chez celles de 25 à 29 ans (17 %) ; en Australie, la tranche d'âge la plus ciblée était celle de 40 à 44 ans (13,5 %):174.

### Personnalités politiques
D'après une enquête livrée  par l'Union interparlementaire en 2016 sur les législateurs issus de 39 pays, 44,4 % des représentantes élues ont reçu des menaces de viol ou de violence dans l'exercice de leurs fonctions et 65,5 % disent avoir été victimes de « commentaire dégradants, de nature sexuelle ou sexiste » soit « plusieurs fois » soit « souvent »,. L'une des répondantes déclare avoir reçu plus de 500 menaces de viol par Internet via le réseau social Twitter sur une période de quatre jours.
Les menaces formulées contre les personnalités politiques sont de plus en plus recensées dans la presse, donnant lieu à des affaires très médiatisées. 
En 2014, l'acteur et parlementaire indien Tapas Paul (en) a publié des excuses publiques après avoir menacé de « lâcher ses gars » afin qu'ils violent des membres du parti adverse, le Parti communiste d'Inde. 
En 2018, le ministre des Affaires intérieures en Inde (en) demande à la police de Bombay d'intenter des poursuites judiciaires devant des menaces de viol écrites sur Twitter contre la fille, alors âgée de 10 ans, de Priyanka Chaturvedi (en). La même année, en lien avec la nomination de Brett Kavanaugh à la Cour suprême des États-Unis (en), plusieurs bureaux de personnalités politiques américaines ont reçu des menaces de violences et de viol, dont celui de Dianne Feinstein. Georgina Wood, Juge en chef du Ghana, ayant reçu des menaces de viol publiques, une vaste campagne pour la soutenir est lancée sur les réseaux sociaux. Au Royaume-Uni, la parlementaire Jess Phillips appelle à la fin de l'anonymat sur Twitter après avoir reçu 600 menaces de viol en une seule nuit. Toujours en 2018, Deserae Morin, membre républicaine qui a dirigé la Chambre des représentants du Vermont, a reçu une lettre disant : « d'abord, nous allons te violer pendant des jours. Tu vas hurler et connaître cette horreur atroce ».

### Dans l'enseignement supérieur

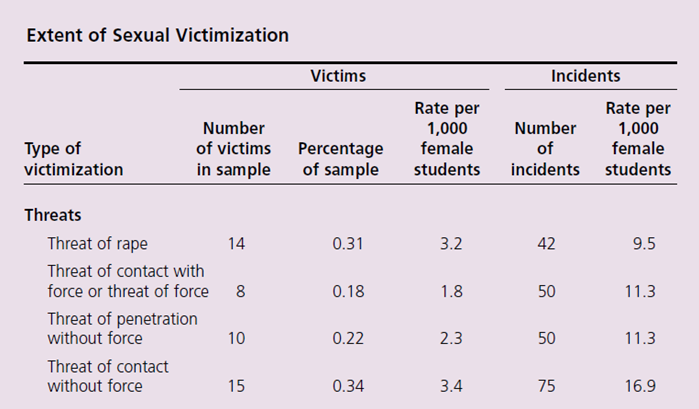
Tableau montrant les menaces de viol et d'agression sexuelle contre les femmes inscrites dans l'enseignement supérieur aux États-Unis (2000).

En 2000, le département de la Justice des États-Unis publie les résultats d'une enquête : The Sexual Victimization of College Women, qui recense les données concernant quatre types de menaces :
- Menaces de viol : menaces d'une pénétration contrainte par la force ou en menaçant de recourir à la force.
- Menaces de contact par la force ou en menaçant de recourir à la force : menaces d'un contact sexuel contraint par la force ou en menaçant de recourir à la force.
- Menaces d'une pénétration sans recours à la force : menace d'une pénétration contrainte accompagnée d'une menace de punition non physique, promesse de compensation, ou en importunant / avec des pressions verbales.
- Menaces de contact par la force ou en menaçant de recourir à la force : menaces d'un contact sexuel accompagné d'une menace de punition non physique, d'une promesse de compensation, ou en importunant / avec des pressions verbales.

Les résultats indiquent que 0,31 % des sondées ont reçu des menaces de viol, qu'il faut comparer avec 1,7 % de femmes victimes de viol. Au total, 0,18 % des répondantes ont reçu des menaces de contact sexuel avec recours à la force ou menace de recours à la force, 0,22 % ont été menacées d'une pénétration sans usage de la force, et 0,34% ont été menacées de contact sexuel sans recours à la force:16. Chez celles qui ont reçu des menaces de viol, 54,8 % de ces menaces sont formulées hors du campus ; 81 % de celles qui ont reçu des menaces de viol ont pris des précautions pour se protéger ; cependant, 90,5 % de ces menaces n'ont pas été signalés aux autorités:20–4. Les raisons avancées pour l'absence de plainte auprès de la police sont (les répondantes pouvaient cocher plusieurs choix) :
- La victime a pensé que l'incident était assez grave pour porter plainte (35.8 %)
- La victime n'était pas sûre que la menace constituait une infraction ou que l'émetteur comptait lui nuire (39.5 %)
- La victime a pensé que la police ne prendrait pas la plainte au sérieux (34.2 %)
- La victime n'a pas souhaité informer d'autres personnes (34.2 %)
- Il n'existait pas de preuve que l'incident a eu lieu (31.6 %)
- La victime a pensé que la police n'aurait pas envie de s'en occuper (31.6%)[2]:24–5.

## Histoire juridique
Les organismes d'application des lois et les tribunaux ont essuyé des critiques quand ils banalisent le problème des menaces de viol:174. Dans un article cité en 2014 par le Pacific Standard (en), Amanda Hess (en) raconte l'accueil réservé par les policiers dans deux circonstances différentes, où ils ont refusé sa plainte quand elle a reçu des menaces de viol sur Internet. D'après le directeur du Cyberbullying Research Center, les lois en vigueur règlent rarement les problèmes sur les réseaux sociaux.
Deux affaires criminelles ont été portées devant les plus hautes juridictions, respectivement, du Canada et des États-Unis.

### R c. McCraw
Dans l'affaire R c. McCraw, la Cour suprême du Canada a voulu déterminer si les menaces de viol constituent des menaces de dommage corporel conformément au Code criminel national. Le défendeur avait écrit des lettres anonymes à trois femmes en leur décrivant ses fantasmes sexuels et en leur promettant qu'il comptait coucher avec elles, même s'il devait les violer. Un premier jugement avait estimé que les lettres ne constituaient pas une menace punissable, parce qu'il s'agissait de « fantasmes d'amoureux » et parce que, selon les juges, « le viol n'entraîne pas automatiquement de dommage corporel grave, ni même de dommage corporel en soi ». La Cour suprême a cassé le jugement, en prononçant que « le viol est un acte de violence et non un simple acte sexuel. Il s'agit d'un crime qui tend à produire des répercussions psychiques graves et peut, également, entraîner de graves lésions physiques »,.

### Elonis v. United States
Dans l'affaire criminelle Elonis v. United States, le défendeur, Anthony Elonis, est condamné pour quatre délits relatifs à une série de menaces de viol et de menaces de mort écrites sur Facebook contre son ex-épouse, ainsi que d'autres menaces proférées contre des collègues, un cours au jardin d'enfants, à la police locale et à un agent du FBI. Ces messages lui ont valu de perdre son emploi et son ex-épouse a bénéficié d'une ordonnance restrictive pendant 3 ans contre lui ; il est condamné à 44 mois d'emprisonnement. Elonis a demandé au tribunal d'annuler les condamnations en soutenant qu'il s'agissait d'une forme d'expression artistique et d'une verbalisation thérapeutique. Son ancienne épouse a déclaré sous serment qu'elle a perçu ses messages comme des menaces, en disant qu'elle « éprouvait une peur extrême concernant sa vie, celles de ses enfants et celle de sa famille ». La Cour suprême des États-Unis s'est prononcée en faveur d'Elonis, car le gouvernement n'avait pu apporter la preuve qu'il avait formulé ses commentaires au sens de menaces,,.